# مانهاتن (إلينوي)
مانهاتن (بالإنجليزية: Manhattan)‏ هي منطقة سكنية تقع في الولايات المتحدة في إلينوي.

## الموقع الجغرافي
الموقع الجغرافي للمناطق المحيطة بهذه النقطة هو كالتالي: